# Your Love Is King
Singles de Sade
When Am I Going to Make a Living
(1984)
Clip vidéo
[vidéo] « Your Love Is King », sur YouTube
Your Love Is King est une chanson du groupe britannique Sade de leur premier album Diamond Life. La chanson est écrite par Sade Adu et Stuart Matthewman, et produite par Robin Millar. Elle est sortie le 25 février 1984 au Royaume-Uni en tant que premier single de l'album et le 22 juin 1985 aux États-Unis en tant que troisième single américain de l'album. 
La chanson est l'un des plus grands succès du groupe, Your Love Is King ayant atteint la 6e place au Royaume-Uni, le top 10 en Irlande et la 2e place en Nouvelle-Zélande. Les faces B du maxi 45 tours, Love Affair with Life et Smooth Operator/Snake Bite, ont par la suite été incluses dans certaines versions cassette de Diamond Life.

## Composition
Your Love is King a été enregistré dans la tonalité de la majeur avec un tempo de 90 battements par minute. La voix d'Adu s'étend de la4 à fa5.

## Réception

### Accueil critique
Your Love Is King a été classé à la septième place du classement Top 51 des meilleures chansons d'amour du site américain Heavy. Tanya Rena Jefferson d'AXS a déclaré : « La chanson jazzy lente, vous permet de sentir la douceur de la voix de Sade ». Frank Guan de Vulture a commenté : « il y a un charme spécial à certaines des premières chansons de Sade où l'équilibre et la légèreté s'avèrent compatibles avec un engagement profond, et cette chanson, avec son mélange d'amour spirituel et physique, est certainement l'une d'eux ».

### Accueil commercial
Your Love Is King est devenue le single le plus haut classé du groupe sur le UK Singles Chart à ce jour, culminant à la sixième place. Ailleurs en Europe, le single atteint la 8e place en Irlande et la 38e place en Belgique dans le hit-parade Ultratop flamand. Il se classe à la 30e place du classement European Hot 100 Singles.
Aux États-Unis, le single a atteint le numéro 54 sur le classement Billboard Hot 100, le numéro 35 du classement Hot Black Singles, et le top 10 du classement Adult Contemporary, ayant atteint la 8e place. 
En Océanie, le single parvient à obtenir son meilleur classement, atteignant la 2e place en Nouvelle-Zélande. En Australie, le single atteint la 64e place du Kent Music Report.

## Liste des titres
| A. | Your Love Is King            | 3:39 |
| B. | Love Affair with Life (Live) | 4:35 |

| A1. | Your Love Is King            | 3:58 |
| B1. | Smooth Operator/Snake Bite   | 7:28 |
| B2. | Love Affair with Life (Live) | 4:35 |

## Crédits
Crédits adaptés de Discogs.
| Sade - Sade Adu – voix - Paul Cooke – batterie - Paul S. Denman – basse - Dave Early – percussion - Andrew Hale – claviers - Stuart Matthewman – saxophone, guitare | Autres musiciens et production - Richard Cottle – cordes - Gordon Matthewman – trompette - Robin Millar – production - Mike Pela – ingénieur du son - Tim Young – mastérisation - Chris Roberts – photographie - Graham Smith – conception |

## Classements
| Classement (1984–85)                     | Meilleure position |
| ---------------------------------------- | ------------------ |
| Australie (Kent Music Report)            | 64                 |
| Belgique (Flandre Ultratop 50 Singles)   | 38                 |
| Canada (Adult Contemporary Tracks)       | 11                 |
| États-Unis (Hot 100)                     | 54                 |
| États-Unis (Adult Contemporary)          | 8                  |
| États-Unis (R&B/Hip-Hop Songs)           | 35                 |
| États-Unis (Cash Box Top 100)            | 52                 |
| États-Unis (Cash Box Black Contemporary) | 39                 |
| Europe (European Top 100 Singles)        | 30                 |
| Irlande (IRMA)                           | 7                  |
| Nouvelle-Zélande (RMNZ)                  | 2                  |
| Royaume-Uni (UK Singles Chart)           | 6                  |

| Classement (1984)       | Meilleure position |
| ----------------------- | ------------------ |
| Nouvelle-Zélande (RMNZ) | 21                 |

## Reprise
Le chanteur pop anglais Will Young a repris la chanson sur la bande originale du film de 2004 Bridget Jones : L'Âge de raison.